# Xavier Lucaya i Layret
Xavier Lucaya i Layret (Barcelona, 1939) és un metge radiòleg català.

## Trajectòria
Té una destacada trajectòria en aquesta especialitat i molt especialment en l'àmbit de la radiologia pediàtrica. Es va llicenciar a la Universitat de Barcelona el 1964 amb Premi Extraordinari i de 1966 a 1971 es va especialitzar en Pediatria i Radiologia a la Universitat de Cincinnati.
Des de 1974 és coordinador del Departament de Radiologia i director mèdic de l'Institut de Diagnòstic per la Imatge de l'Hospital General de la Vall d'Hebron. En 1983 fou president de la Societat Catalana de Pediatria. Ha obtingut
algunes distincions la Medalla d'Or de la Societat Espanyola de Radiologia Mèdica (SERAM, 1996), Elegit per al Hall d'Honor de la Universitat de Cincinnati (2001) i Medalla d'Honor de la Societat Europea de Radiologia (Viena, 2004).
És autor de nombrosos articles en revistes especialitzades nacionals i internacionals. Professor invitat a la Universitat de Cincinnati, Universitat de Texas, Universitat de Zuric, Universitat de Santiago de Xile, Universitat de Caracas i Universitat de Rio Grande (Brasil). També és professor de la Universitat Internacional de Catalunya. El 2004 li fou atorgada la Creu de Sant Jordi.